# ノー・カラーズ・レコード
ノー・カラーズ・レコード (No Colours Records)は、ドイツ・ザクセン州・ノルトザクセン郡・ミューゲルンに本社を置くレコード会社。主にブラックメタルの作品をリリースしている。サブレーベルにIG・ファルベン (IG Farben)、メタル・インクイジション・レコード (Metal Inquisition Records)、サイレンスライク・デス・プロダクションズ (Silencelike Death Productions)、ブラック・ウィッチリー・レコード (Black Witchery Records)、ヴィニル・マニアック・レコード (Vinyl Maniac Records)がある。

## 背景
ノー・カラーズ・レコードは、ほとんどブラックメタルの作品をリリースしてきたが、スラッシュメタルやデスメタルのようなエクストリーム・メタルの作品も一部でリリースしている。ノー・カラーズ・レコードがリリースしたCD作品の多くは、アナログ・レコード盤も限定盤としてリリースされている。それに加えて、Tシャツやアップリケのようなマーチャンダイジングの商品の販売も行っている。
ノー・カラーズ・レコードは、ポーランドのグレイヴランドのロブ・ダーケンのサイド・プロジェクト（Lord Wind、Infernum）の作品も多くリリースしている。このほかにレーベルには、ナショナル・ソーシャリスト・ブラックメタルバンド・Thor's Hammerも所属していたが、政治的な主張とは無縁のバンドとも数多く契約している。

## 歴史
ノー・カラーズ・レコードは、1993年にシュテフェン・ゾップ (Steffen Zopf)によって設立された。レーベル最初のリリースは、ディム・ボルギルの1stアルバム『For All Tid』。また、グレイヴランドも1995年にリーサル・レコードを離脱した後、非常に多くの作品をリリースしている。1996年には、アブサードやFalkenbachのデビューアルバムをリリースした。
1999年には、Nargarothと契約。1999年10月6日、ドイツ警察による家宅捜索を受ける。この時、ノー・カラーズ・レコードに加えて、クライストハント・プロダクションズやダーカー・ザン・ブラック・レコードも同様に捜索を受けた。
その他にも、フィンランドのサタニック・ウォーマスターやウクライナのノクターナル・モルトゥムとも契約していた。

## 受容
ロック・ハード誌やサーチライト誌のような音楽雑誌では、ノー・カラーズ・レコードは、ナショナル・ソーシャリスト・ブラックメタルシーンに貢献している企業であると見做されている。
ドイツのメディアもまた、2007年8月19日に発生した暴動について報告しながら、ノー・カラーズ・レコードについてレポートしている。ドイツの新聞・ディー・ターゲスツァイトゥングは、ノー・カラーズ・レコードをナチのインターネットフォーラムにおける"national mail order"として推されていると報告している。それにも関わらず、ザクセン州のVerfassungsschutzは、この分類に賛同せず、監視することも否定している。

## アーティスト一覧

### 現在の所属アーティスト
- Abyssic Hate
- Be Persecuted
- Disloyal
- Faustus
- Graveland
- Grimness
- Intestine Baalism
- Invictus
- Joyless
- Kladovest
- Moondark
- Orenda
- Profane Prayer
- Sounder
- Sterbend
- Theosophy
- Thoron
- Tymah (Туман)
- Wigrid

### 過去の所属アーティスト
- Absent Silence
- Absurd
- Age of Agony
- Alastor
- Bloodcraving
- Curse
- Darkestrah
- Det Hedenske Folk
- Dimmu Borgir
- Elite
- Exorcist
- Falkenbach
- Flagellator
- Forgotten Woods
- Fortíð
- Gaahlskagg
- Hellfire
- I Shalt Become
- Infernum
- Inquisition
- Iuvenes
- Judas Iscariot
- Krieg
- Legion
- Leviathan
- Lord Wind
- Murk
- My Infinite Kingdom
- Nae'blis
- Nargaroth
- Nebiros
- Nokturnal Mortum
- Nyktalgia
- Pest
- Raven
- Rimfrost
- Satanic Warmaster
- Sinners Burn
- Stormfront
- Suffering Souls
- Suicidal Winds
- The Flight of Sleipnir
- Thor's Hammer
- Those Who Bring the Torture
- Torrent
- Tumulus
- Urgehal
- Vargas
- Veles
- Vordven
- Weltmacht
- Werewolf
- Woodtemple